# Anders Peev
Anders Michael Peev, född 4 februari 1972 i Botkyrka församling, Stockholms län är en svensk musiker, kompositör och ljudtekniker med rötter i Karelen och Makedonien.

## Biografi
Anders Peev är utbildad i huvudinstrumentet nyckelharpa på Musikhögskolan i Stockholm. Anders började spela gitarr vid 7 års ålder och har sin musikaliska bakgrund i rockmusik och metal.
Anders Peev utgör ena hälften av gruppen Musikteater Unna, där han tillsammans med berättaren Johan Theodorsson spelar egenproducerade musikteaterföreställningar. 2012 hade Unna premiär med föreställningen Maria Johansdotter, baserad på en sann historia om en transperson och nyckelharpspelare som levde på 1700-talet. 
2004 startade Anders Peev duon Anda tillsammans med Mattias Ristholm. Anda spelar folkliga koraler och har sedan starten givit närmare 400 kyrkokonserter.
Anders Peev är också verksam som musikproducent i det egna bolaget Nanoq Recordings, och har producerat inspelningar med Hakan Vreskala, Nina Nordvall Vahlberg och den egna duon Anda.
Sedan 2005 är Anders Peev verksam som filmmusikompositör och har bland annat skrivit musik till SVT-dokumentären Det rätta barnet (2012) tillsammans med Daniel Fredriksson. 

## Diskografi
- Anda – Pilgrim (2013)
- Hakan Vreskala – Her köide bir deli var (producent och musiker 2012)
- Nina Nordvall Vahlberg – Jođašan (medproducent och musiker 2010)
- Anda (producent och musiker, 2009)